# اداخولا
اداخولا (به لاتین: Adakhola) در بنگلادش است که در استان باریسال واقع شده‌است.